# Paus Johannes III
Johannes III (Rome, geboortedatum onbekend - aldaar, 13 juli 574) was de 61e paus van de Rooms-Katholieke Kerk. Hij was de zoon van ene Anastasius die de titel van “illustris” droeg. Hoewel Johannes bijna dertien jaar lang paus was, is er maar heel weinig bekend van zijn pontificaat. Dit viel tijdens de invasie van de Lombarden en vrijwel alle informatie van zijn regeringsperiode is verloren gegaan. In de Liber Pontificalis staat dat hij op 7 juli 574 overleed.
Cursief: tegenpaus